# Kayl
Kayl (Luxemburgs: Keel) is een gemeente in het Luxemburgse Kanton Esch.
De gemeente heeft een totale oppervlakte van 14,86 km² en telde 7641 inwoners op 1 januari 2007.

## Plaatsen in de gemeente
- Kayl
- Tétange

## Evolutie van het inwoneraantal
| Jaar                              | 2001 | 2002 | 2003 | 2004 | 2005 |
| --------------------------------- | ---- | ---- | ---- | ---- | ---- |
| Inwoneraantal                     | 7050 | 7150 | 7320 | 7305 | 7335 |
| Opmerking: tellingen op 1 januari |      |      |      |      |      |

## Politiek
De gemeenteraad van Kayl bestaat uit 13 leden (Conseilleren), die om de zes jaar verkozen worden volgens een proportioneel kiesstelsel.

### Resultaten
| 1999-2005 De 13 zetels zijn als volgt verdeeld:  | 2005-2011 De 13 zetels zijn als volgt verdeeld: | 2011-2017 De 13 zetels zijn als volgt verdeeld: | 2017-2023 De 13 zetels zijn als volgt verdeeld: |
| Bron: Ministerie van Binnenlandse Zaken / RTL.lu |                                                 |                                                 |                                                 |

### Gemeentebestuur
Na de gemeenteraadsverkiezingen van 2011, waarbij de LSAP haar absolute meerderheid verloor, trad een coalitie van LSAP en déi Gréng, met 8 zetels, aan. Burgemeester werd John Lorent (LSAP). Ook in 2017 vormen LSAP en déi Gréng een coalitie, nu met 7 zetels. In 2022 stapte een van de LSAP-leden uit de partij en viel de coalitie. De oppositiepartijen CSV en DP vormden hierop een minderheidscoalitie en Jean Weiler (CSV) werd burgemeester.

## Geboren
- Édouard-Marie Weber (1914-2009), kunstschilder